# Paolo Vagliasindi
Il barone Paolo Vagliasindi, dei baroni del Castello di Randazzo (Randazzo, 16 settembre 1858 – Catania, 23 dicembre 1905), è stato un nobile, politico e giornalista italiano.

## Biografia
Nacque a Randazzo, in provincia di Catania, il 16 settembre 1858, da nobile e illustre famiglia della cittadina siciliana. Era il terzo figlio dei tredici di Francesco e di Benedetta Piccolo dei baroni di Calanovella.
Laureatosi in legge coi massimi voti all'Università di Roma, esercitò per breve tempo la professione forense per poi darsi all'attività politica. Nel 1885 fu eletto sindaco di Randazzo, venendo rieletto nel 1887: in questi anni si prodigò per il contenimento e la gestione di un'epidemia di colera, venendo insignito di una medaglia d'argento al valor civile. Vagliasindi si candidò alle elezioni politiche del 1892 per la Destra storica al Collegio di Acireale e ottenne l'elezione a deputato nella XVII legislatura del Regno d'Italia. Venne rieletto deputato nella XIX, XX e XXI legislatura del Regno d'Italia come candidato nel collegio di Bronte.
Nel 1897 sposò la nobildonna piemontese Ottavia Caissotti dei conti di Chiusano, dalla quale ebbe cinque figli: Laura, Benedetta, Emilio, Maria ed Ersilia. L'unico figlio maschio, Emilio, nato nel 1900, morì a soli 3 anni di età.
Nel 1899-1900, durante il Governo Pelloux II, ricoprì l'incarico di sottosegretario del Ministero all'Agricoltura, Industria e Commercio, retto da Antonio Salandra. Con R. D. 4/3/1900 ottenne il rinnovamento del titolo di Barone, destinato in famiglia ai primogeniti. In questi anni, in cui si occupò principalmente della lotta alla fillossera della vite, fece parte della vita politica catanese di Verga, Capuana e De Roberto, di cui divenne amico, e sfidò a duello Giuseppe de Felice Giuffrida.
Nel 1903 divenne presidente dell'Associazione Monarchica di Catania, divenuta poi Associazione Costituzionale, e si dette anche al giornalismo come collaboratore de La Sicilia, organo dell'associazione.
Nel 1904 si ricandidò nuovamente a deputato alle elezioni politiche, ma non ottenne la rielezione. Al Collegio di Bronte fu sconfitto da Francesco Saverio Giardina, la cui candidatura era appoggiata da Emilio Bedendo, allora prefetto di Catania e uomo di fiducia di Giovanni Giolitti. Bedendo venne denunciato da Vagliasindi con il supporto di prove documentarie e testimonianze, accusandolo di aver favorito l'elezione di Giardina attraverso minacce e intimidazioni ai suoi sostenitori, ricorrendo spesso alla violenza e alla corruzione.
Morì a Catania il 23 dicembre 1905, all'età di 47 anni, a seguito di un attacco di pleurite. Al funerale parteciparono anche gli amici Capuana e De Roberto, che compose il testo della lapide posta in sua memoria sulla facciata di palazzo Vagliasindi a Randazzo: 
(Federico De Roberto)